# ティフィン
ティフィン（Tiffin）とは、ドイツのミュンヘンのアントン・ライメーシュミット社が製造している、紅茶のリキュール（ティー・リキュール）の銘柄の1つである。ティフィン・ティー・リキュール（Tiffin Tea Liqueur）とも呼ばれるが、本稿では、以降、ティフィンとだけ表記する。液色は赤褐色、アルコール度数は24度、エキス分は22％。

## 概説
茶を使ったリキュールとしては、グリーンティー・リキュール（緑茶や抹茶のリキュール）、ティー・リキュール（紅茶のリキュール）、ウーロンティー・リキュール（烏龍茶のリキュール）が知られる。この中で、一番先に開発されたのがグリーンティー・リキュール、次がティー・リキュールであり、最後がウーロンティー・リキュールの順番である。グリーンティー・リキュールが開発されたのですら第二次世界大戦後のことなので、ティー・リキュールは歴史の短いリキュールと言うことができる。ティフィンは、そんな数あるティー・リキュールの銘柄の1つなのだが、このティフィンがティー・リキュールの代表格と言われることもある。ティフィンのベースは、中性スピリッツであり、これにヒマラヤで採れるダージリン・ティーを浸漬し、その後、蒸留するといった操作をして作られている。このティフィンは、紅茶好きのハインリッヒ・リーマーシュミット（Heinrich Riemerschmid）が、約20年の試行錯誤を経て発売に至ったとされる。なお瓶が暗い色なので、瓶に入っている状態では黒っぽく見えているが、液色は赤褐色である。

## 主な参考文献
- 福西 英三 『リキュールブック』 柴田書店 1997年7月1日発行 ISBN 4-388-05803-3
- 成美堂出版 編集 『リキュールとカクテルの事典』 成美堂出版 2001年8月20日発行 ISBN 4-415-00835-6